# Balkányi Önkéntes Tűzoltó Egyesület
A Balkányi Önkéntes Tűzoltó Egyesület alakulása az 1881-es évre tehető. 1981. április 25.-én díszoklevélben átadásával emlékeztek meg a 100. évforduló fennállásának alkalmával. 2016. évben a városnap keretében a 135. évfordulója alkalmából kistérségi tűzoltóversenyt tartott 6 csapat közreműködésével.

## Az Egyesület céljai és közhasznú jogállása
Az Egyesület olyan tűzoltással, műszaki mentéssel, katasztrófaelhárítással foglalkozó közhasznú társadalmi szervezet, amelynek céljai:
a.) a település lakóinak érdekében tűzvédelmi munkát végez
b.) a rendelkezésre álló tűzoltási és kárelhárítási eszközeivel vonuló képes személyi állományával részt vesz a tűzoltási, műszaki mentési kárelhárítási munkálatokban.
c.) felkészíti tagjait a tűz elleni védekezésre, a megelőzésre, a tűzoltó eszközök és felszerelések szakszerű használatára
d.) a város lakossága körében tűzmegelőzési, tűzvédelmi tájékoztató tevékenységet folytat.
e.) ápolja a haladó tűzoltó hagyományokat, óvja az egyesület régi tűzoltó eszközeit, emléktárgyait
f.) szükség esetén segíti a szomszéd települések tűzoltási és kárelhárítási munkáját
g.) az egyesület nem zárja ki, hogy tagjain kívül más is részesülhessen a közhasznú szolgáltatásból
h.) hazai és nemzetközi találkozók szervezése és rendezése, illetve közreműködés mások által szervezett ilyen irányú rendezvényeken
i.) együttműködés, kapcsolattartás hazai és külföldi tűzoltó szervezetekkel
j.) pályázatok készítése a célok megvalósításának, anyagi fedezetének biztosítása érdekében.
k.) közösségépítés és a szabadidő tartalmas eltöltése érdekében kulturális, sport programok szervezése, azokon való részvétel